# 양꼬리지방

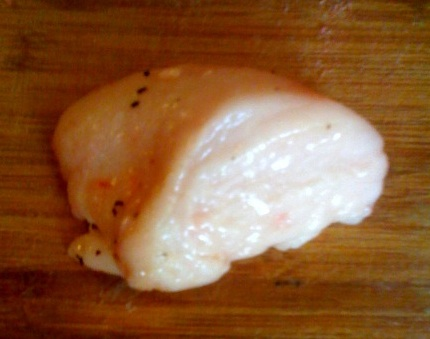
양꼬리지방

양꼬리지방(羊––脂肪)은 살찐꼬리양을 비롯한 몇몇 양의 꼬리에서 얻을 수 있는 지방조직이다. 정제하여 얻은 양꼬리기름(羊––––)을 요리에 쓰기도 하는데, 이것이 중앙아시아와 러시아에서는 쿠르듀크(러시아어: курдюк)라 불리기도 한다.

## 이름
러시아어 "쿠르듀크(курдюк)"의 어원은 튀르크조어 "쿠드루크(*kudruk)"이다. 여러 중앙아시아 언어에서 동원어인 "쿠이루크(우즈베크어: quyruq, 카자흐어: құйрық, 키르기스어: куйрук)는 "꼬리"를 뜻한다.

## 쓰임새
양꼬리지방을 정제하여 얻은 양꼬리기름은 실온에서 굳지 않으며, 여러 가지 요리에 쓰인다.

## 문화
성경의 탈출기 29장 22절 및 레위기 3장 9절에서 양꼬리지방(히브리어: אַלְיָה 알리야)이 희생 제물로 바쳐졌다고 언급된다.